# 费氏刘树蛙
费氏刘树蛙（学名：Liuixalus feii）是樹蛙科劉樹蛙屬的一种两栖动物。

## 保护
本种于2023年被收录入《有重要生态、科学、社会价值的陆生野生动物名录》。